# Johan Thorbjørnsen
Johan Milde Thorbjørnsen (Bergen, 19 agosto 1983) è un ex calciatore norvegese, di ruolo portiere.

## Carriera

### Club
Thorbjørnsen ha cominciato la sua carriera professionistica nel Brann. Ha debuttato in prima squadra l'11 aprile 2005, perché l'altro portiere della squadra, Håkon Opdal, era infortunato. Nell'incontro con il Molde, il Brann si è imposto per due a zero. Ha assaporato la presenza in prima squadra, però, anche nella finale di Coppa di Norvegia 2004, vinta proprio dal Brann: quel giorno, infatti, Thorbjørnsen si è accomodato in panchina, ma poiché non è mai sceso in campo in quella edizione della Coppa, non si è potuto fregiare del titolo di vincitore. Nell'estate successiva, con la cessione di Ivar Rønningen, è diventato il secondo portiere del club.
Nel 2007, ha giocato nove partite stagionali per il Brann, ma la maggior parte di esse sono arrivate in Norgesmesterskapet e Coppa UEFA. La forte concorrenza di Opdal, comunque, non gli ha permesso di giocare molti incontri ed è stato quindi ceduto in prestito al Sandefjord nel 2008. Anche in questa squadra, però, Thorbjørnsen è stato utilizzato raramente, giocando solo una partita nella coppa nazionale. Durante l'estate dello stesso anno, comunque, è stato richiamato al Brann, per i problemi avuti dal club con gli altri portieri della rosa. Nel 2009, è stato soltanto la terza scelta per il ruolo di portiere del Brann, alle spalle di Håkon Opdal e Kenneth Udjus, manifestando così la volontà di lasciare la squadra.
Il 21 novembre 2009, ha firmato un contratto annuale con il Løv-Ham. Nel 2012, in seguito alla fusione con il Fyllingen, diventò il portiere del Fyllingsdalen. Il 26 agosto 2015, tornò a giocare per l'Øystese, dopo un anno e mezzo di pausa dall'attività agonistica.

## Palmarès

### Giocatore

#### Club

##### Competizioni nazionali
- Campionato norvegese: 1

Brann: 2007